# ボブ・ダウンズ
ボブ・ダウンズ（Bob Downes、1937年7月22日 - ）は、イングランドのアヴァンギャルド・ジャズのフルート奏者、サクソフォーン奏者。彼は、マイク・ウェストブルックとの仕事や、1968年以来、オープン・ミュージックというトリオを率いていたことで知られている。ダウンズは、ロックとブルースの作曲家、編曲家、歌手でもある。

## キャリア
彼の最初のアルバムは、1969年にフィリップス・レコードからリリースされた。最優秀ジャズ・フルーティストに選ばれ、さまざまなアンサンブルを結成した。自身のレコード・レーベル「Openinan」を設立。ジョン・バリー7、ポップ歌手のクリス・アンドリュース、マンフレッド・マンズ・アース・バンド、ジミー・ニコル・バンドと共演した。
1968年にボブ・ダウンズ・オープン・ミュージックというトリオを結成。このトリオにはベースにポール・ブリッジ、アンドリュー・クリンダート、ジェフ・クライン、バリー・ガイ、マーク・メギド、ハリー・ミラー、グレン・ムーア、バール・フィリップス、ダリル・ランズウィックが参加している。
ダウンズはレイ・ラッセルのロック・ワークショップや、歌手のエルク・ブルックス、アレックス・ハーヴェイ、ジュリー・ドリスコールらと演奏し、録音を行った。1970年代には、バリー・ガイのロンドン・ジャズ・コンポーザーズ・オーケストラのメンバーを務めた。マイク・ウェストブルック・バンドやキース・ティペット・バンドでも演奏を行っている。
ダウンズは、ロイヤル・バレエ、ロンドン・コンテンポラリー・ダンス・シアター（1972年から1982年にかけて一緒に作曲し、ライブで演奏した）、バレエ・ランバート、ハーレム・ダンス・シアター、ロイヤル・カナディアン・バレエ、オーストラリアン・ダンス・カンパニー、マイアミ・ワールド・バレエ、ベルリン・コーミッシェ・オペラ、シュツットガルト州立劇場、香港バレエでモダンダンスのために作曲した。また、スイスのマイムグループ「ムメンシャンツ (Mummenschanz)」のために作曲し、一緒に演奏を行った。ダウンズはアムステルダム、パリ、ローマで開催されたポエトリー・フェスティバルでウィリアム・S・バロウズ、グレゴリー・コーソ、ローレンス・ファーリンゲティらと共演した。

## アルバム
『Diversions』では、ダウンズはフルート、アルトフルート、中国の竹笛と、テナー・サクソフォーンを演奏した。8曲中5曲はダブルベース（バリー・ガイとジェフ・クライン）とドラム（デニス・スミス）によるトリオである。他の3曲はソロで、「Samurai」では、サスティン・ペダルを踏み込んで調整された共鳴を与えるピアノに入り込んでフルートやアルトフルートを吹き込んだ。『Diversions』は、2007年にVocalionから再発された。
『ヘルス・エンジェルス - デビルへの旅』には、オリジナルLPのサイド1に長いビッグバンド曲 (「悪魔の訪問」という副題が付いている) が収録され、サイド2には一連のトリオ曲が収録されている。ダウンズはこのレコードで主にサクソフォーンを演奏している (テナーとアルト)。1970年代後半にドイツに移住した後、ダウンズはソロ・フルートの即興演奏（コンサート・フルートとアルトとバス）を集めたLP『Solos』（1984年頃）など、さらにいくつかのレコードをリリースした。

## ディスコグラフィ

### リーダー・アルバム
- Bob Downes' New Sounds for Flute, Percussion, and Synthesizer (1970年、JW Theme Music)
- 『ディープ・ダウン・ヘヴィー』 - Deep Down Heavy (1970年、Music for Pleasure)
- 『オープン・ミュージック』 - Open Music (1970年、Philips)
- 『エレクトリック・シティ』 - Electric City (1970年、Vertigo)
- Diversions (1971年、Openian)
- Episodes at 4 AM (1974年、Openian)
- 『ヘルス・エンジェルス - デビルへの旅』 - Hells Angels (1975年、Openian)
- South American Journey (1985年、Openian)
- Songs for Mother Earth (1997年、Sacral/Bauer Studios Ludwigsburg)
- 『フラッシュバック』 - Flashback (2009年、Openian) ※1971年・1973年録音
- Crossing Borders (2009年、Reel) ※1978年・1979年録音
- 『ファイヴ・トリオ』 - 5 Trios (2010年、Openian) ※1970年-1979年録音
- 『ニューヨーク・スイート』 - New York Suite (2011年、Openian) ※1979年録音
- 『ミックスド・バッグ』 - Mixed Bag (2012年、Openian)
- 『ユー・アー・ファンキン・グッド』 - You're Funkin' Good (2012年、Openian) ※2001年録音
- Blowin' with Bass (2016年、Openian)
- It's a Mystery (2017年、ReR) ※1970年・2004年録音
- A Blast...from the Past (2018年、Openian) ※1970年代録音

### ロック・ワークショップ
- 『ロック・ワークショップ』 - Rock Workshop (1970年、CBS)
- 『ザ・ヴェリー・ラスト・タイム』 - The Very Last Time (1971年、CBS)

### 参加アルバム
- アンドウェラズ・ドリーム : 『ラヴ・アンド・ポエトリー』 - Love and Poetry (1969年、CBS)
- バリー・ガイ & ロンドン・ジャズ・コンポーザーズ・オーケストラ : Ode (1972年、Incus)
- ジュリー・ドリスコール : 『1969』 - 1969 (1971年、Polydor)
- パディ・キングスランド : The Changes Original Television Soundtrack (2018年、Silva Screen)
- ジョー・ミーク : Joe Meek Freakbeat (2006年、Castle Music)